# Saint-Georges (Charente)
Pour les articles homonymes, voir Saint-Georges, Saint Georges (homonymie) et Georges.
Saint-Georges est une commune du Sud-Ouest de la France, située dans le département de la Charente (région Nouvelle-Aquitaine).

## Géographie

### Localisation et accès
Saint-Georges est une commune du Nord Charente, située à huit kilomètres au sud-est de Ruffec et 37 km au nord d'Angoulême, sur la rive gauche de la Charente, au confluent de l'Argentor.
Le bourg de Saint-Georges, situé entre Verteuil-sur-Charente et Nanteuil-en-Vallée, est aussi à 11 km à l'ouest de Champagne-Mouton et 13 km au nord-est de Mansle.
À l'écart des routes principales, la commune est traversée par la D 76, D 187 qui longe l'Argentor, et la D 389, qui se croisent au bourg. La N 10 entre Angoulême et Poitiers passe 6 km à l'ouest (échangeurs de Villegats ou des Nègres).
La gare la plus proche est celle de Ruffec, desservie par des TER et TGV à destination d'Angoulême, Poitiers, Paris et Bordeaux.

### Hameaux et lieux-dits
La commune ne compte qu'un seul petit hameau, situé juste à l'est du bourg : les Piaux.

### Communes limitrophes
|                       |               | Nanteuil-en-Vallée |
| Verteuil-sur-Charente | Saint-Georges |                    |
|                       | Poursac       |                    |

### Géologie et relief
Géologiquement, la commune est dans le calcaire du Jurassique du Bassin aquitain, comme tout le Nord-Charente. Le Bathonien et le Callovien (Dogger) occupent une grande partie de la surface communale. Le plateau est toutefois recouvert au nord de la commune par des altérites sous forme d'argile à silex (appelée aussi argile rouge à châtaigniers), dépôts du Tertiaire en provenance du Massif central,,.
Le relief de la commune est celui d'un plateau d'une altitude moyenne de 110 mètres compris entre les vallées de l'Argentor au sud et de la Charente à l'ouest. De nombreuses combes vallonnent ce plateau. Le point culminant de la commune est à une altitude de 124 mètres, situé au nord du bourg près de la limite communale. Le point le plus bas est à 78 mètres, situé le long de l'Argentor en limite sud-ouest. Le bourg, surplombant l'Argentor sur sa rive droite, est à cent mètres d'altitude.

### Hydrographie

#### Réseau hydrographique

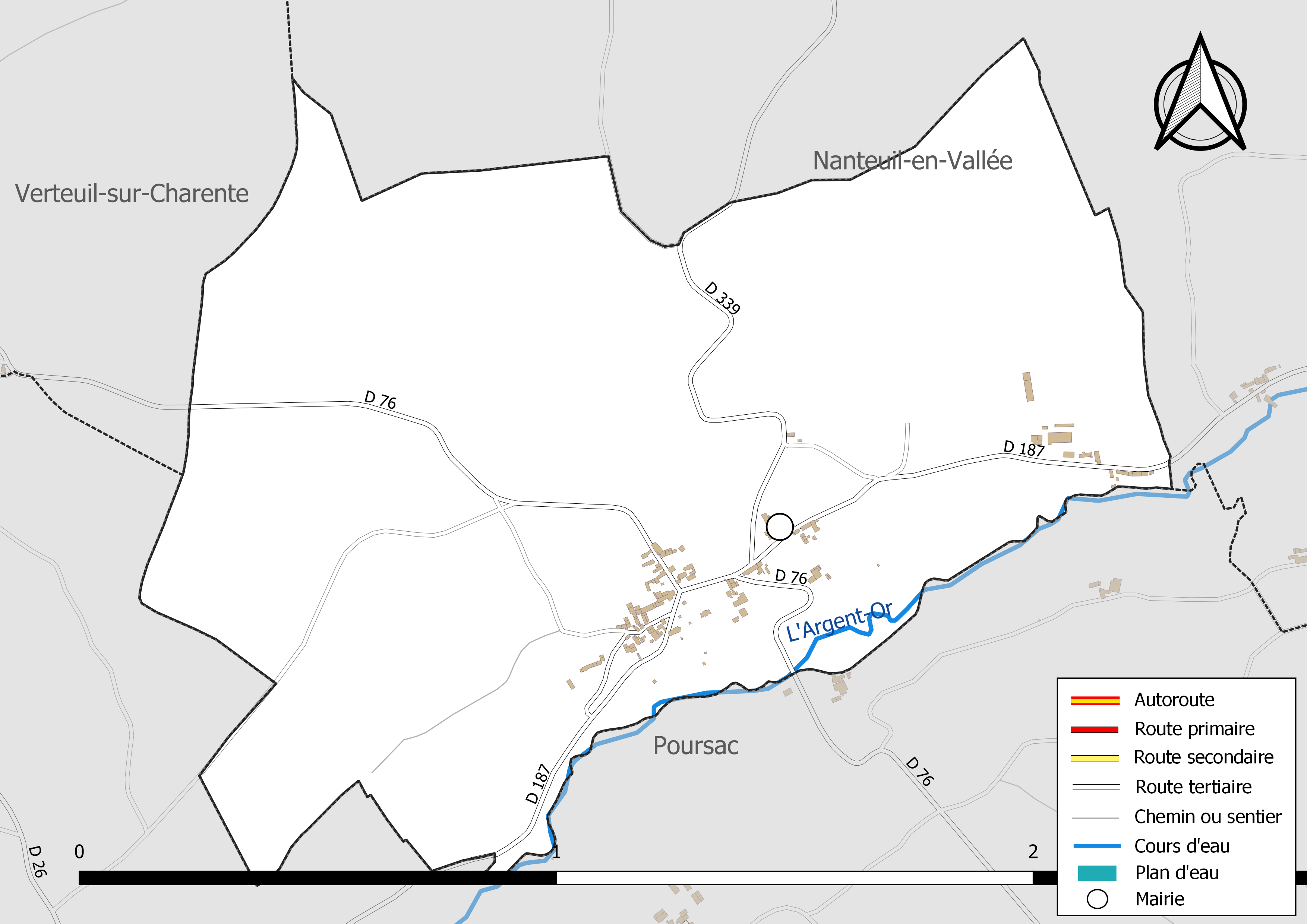
Réseaux hydrographique et routier de Saint-Georges.

La commune est située dans le bassin versant de la Charente au sein du Bassin Adour-Garonne. Elle est drainée par l'Argent-Or, de,.
La commune est traversée par l'Argentor, affluent de la Charente sur sa rive gauche à Poursac, qui passe par Nanteuil-en-Vallée et au pied du bourg.
La Font Piaux est une source situé à l'est du bourg, le long de l'Argentor, au pied de la mairie. On trouve aussi deux fontaines avec lavoir au pied du bourg.

#### Gestion des eaux
Le territoire communal est couvert par le schéma d'aménagement et de gestion des eaux (SAGE) « Charente ». Ce document de planification, dont le territoire correspond au bassin de la Charente, d'une superficie de 9 300 km2, a été approuvé le 19 novembre 2019. La structure porteuse de l'élaboration et de la mise en œuvre est l'établissement public territorial de bassin Charente. Il définit sur son territoire les objectifs généraux d’utilisation, de mise en valeur et de protection quantitative et qualitative des ressources en eau superficielle et souterraine, en respect des objectifs de qualité définis dans le troisième SDAGE  du Bassin Adour-Garonne qui couvre la période 2022-2027, approuvé le 10 mars 2022.

### Climat
Comme dans les trois quarts sud et ouest du département, le climat est océanique aquitain.

## Urbanisme

### Typologie
Au 1er janvier 2024, Saint-Georges est catégorisée commune rurale à habitat très dispersé, selon la nouvelle grille communale de densité à 7 niveaux définie par l'Insee en 2022.
Elle est située hors unité urbaine. Par ailleurs la commune fait partie de l'aire d'attraction de Ruffec, dont elle est une commune de la couronne,. Cette aire, qui regroupe 30 communes, est catégorisée dans les aires de moins de 50 000 habitants,.

### Occupation des sols
L'occupation des sols de la commune, telle qu'elle ressort de la base de données européenne d’occupation biophysique des sols Corine Land Cover (CLC), est marquée par l'importance des territoires agricoles (86,1 % en 2018), une proportion identique à celle de 1990 (86,1 %). La répartition détaillée en 2018 est la suivante : 
terres arables (62,4 %), zones agricoles hétérogènes (18,4 %), forêts (13,9 %), prairies (5,2 %). L'évolution de l’occupation des sols de la commune et de ses infrastructures peut être observée sur les différentes représentations cartographiques du territoire : la carte de Cassini (XVIIIe siècle), la carte d'état-major (1820-1866) et les cartes ou photos aériennes de l'IGN pour la période actuelle (1950 à aujourd'hui).

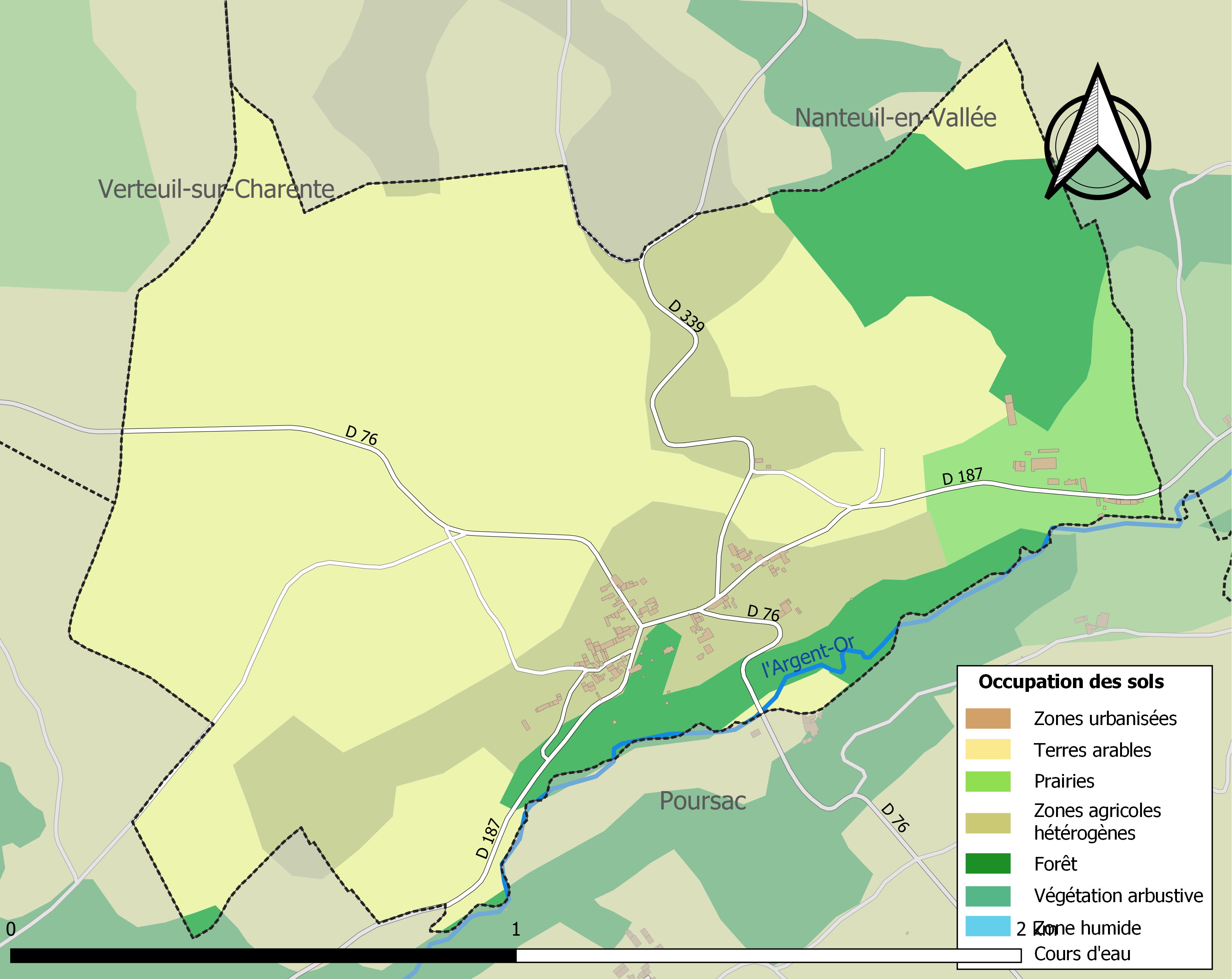
Carte des infrastructures et de l'occupation des sols de la commune en 2018 (CLC).

### Risques majeurs
Le territoire de la commune de Saint-Georges est vulnérable à différents aléas naturels : météorologiques (tempête, orage, neige, grand froid, canicule ou sécheresse), inondations et séisme (sismicité modérée). Un site publié par le BRGM permet d'évaluer simplement et rapidement les risques d'un bien localisé soit par son adresse soit par le numéro de sa parcelle.
Certaines parties du territoire communal sont susceptibles d’être affectées par le risque d’inondation par débordement de cours d'eau, notamment l'Argent-Or. La commune a été reconnue en état de catastrophe naturelle au titre des dommages causés par les inondations et coulées de boue survenues en 1982, 1983 et 1999,.

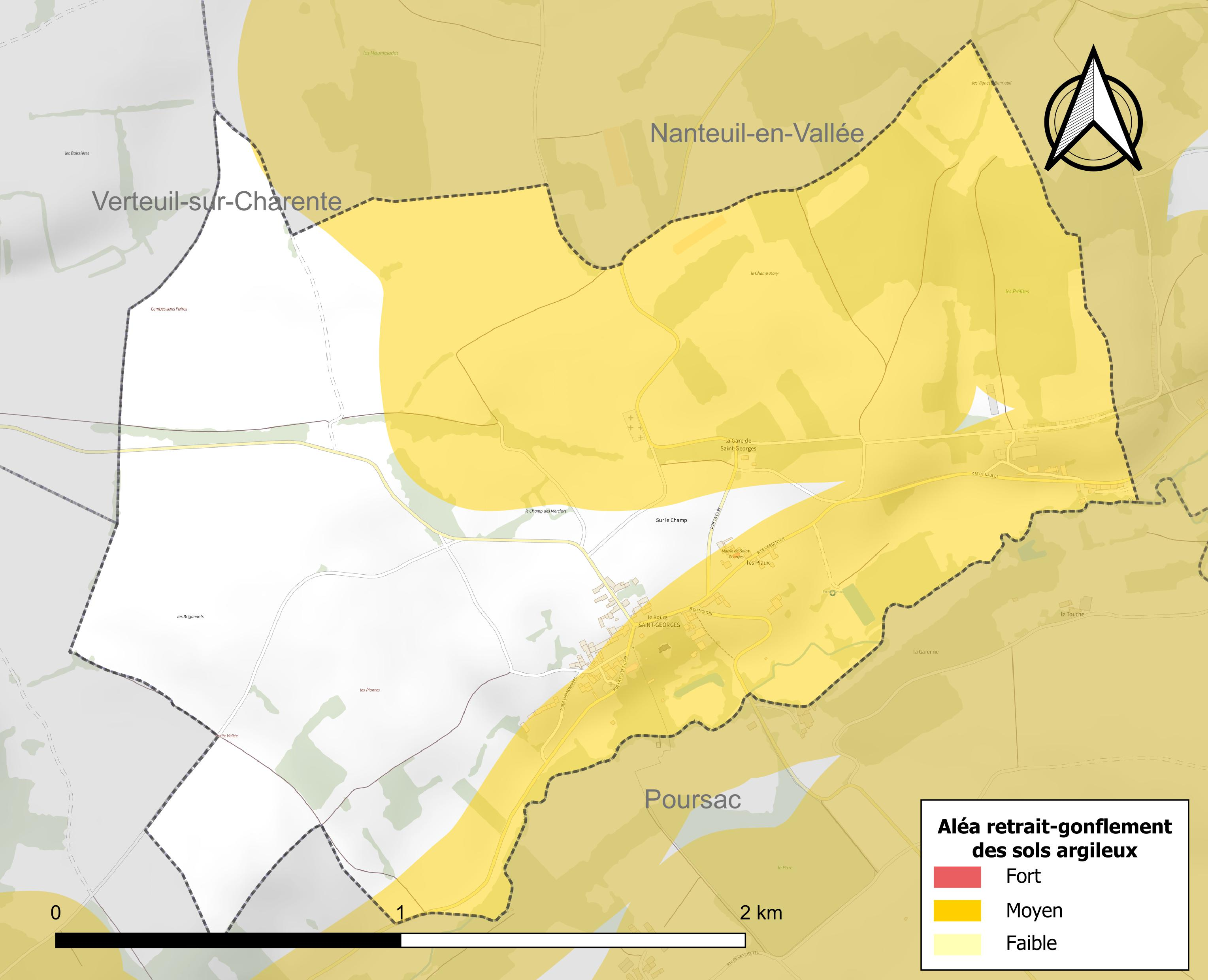
Carte des zones d'aléa retrait-gonflement des sols argileux de Saint-Georges.

Le retrait-gonflement des sols argileux est susceptible d'engendrer des dommages importants aux bâtiments en cas d’alternance de périodes de sécheresse et de pluie. 56,6 % de la superficie communale est en aléa moyen ou fort (67,4 % au niveau départemental et 48,5 % au niveau national). Sur les 43 bâtiments dénombrés sur la commune en 2019,  29 sont en aléa moyen ou fort, soit 67 %, à comparer aux 81 % au niveau départemental et 54 % au niveau national. Une cartographie de l'exposition du territoire national au retrait gonflement des sols argileux est disponible sur le site du BRGM,.
Par ailleurs, afin de mieux appréhender le risque d’affaissement de terrain, l'inventaire national des cavités souterraines permet de localiser celles situées sur la commune.
Concernant les mouvements de terrains, la commune a été reconnue en état de catastrophe naturelle au titre des dommages causés par des mouvements de terrain en 1999.

## Toponymie
Une forme ancienne, non datée, est Sanctus Georgius prope Vertolium (« Saint-Georges près de Verteuil »).
Georges était un soldat chrétien martyrisé au IVe siècle,. Il est traditionnellement représenté par un chevalier terrassant un dragon.

## Histoire
Sous l'Ancien Régime, la paroisse de Saint-Georges (orthographiée dans certains textes Saint-Jeurre) dépendait de la baronnie de Verteuil.
Les plus anciens registres paroissiaux remontent à 1694.
Pendant la première moitié du XXe siècle, la commune était desservie par la ligne de Ruffec à Roumazières. L'industrie était représentée par un moulin à blé sur l'Argentor, le Grand Moulin de Saint-Georges, en partie sur la commune de Poursac,.

## Administration
| Période                                  | Période  | Identité       | Étiquette | Qualité                   |
| ---------------------------------------- | -------- | -------------- | --------- | ------------------------- |
| Les données manquantes sont à compléter. |          |                |           |                           |
| 1971                                     | 2008     | Raymond Ballon |           |                           |
| 2008                                     | En cours | Gilbert Ballon | SE        | Retraité de l'agriculture |

## Démographie

### Évolution démographique
L'évolution du nombre d'habitants est connue à travers les recensements de la population effectués dans la commune depuis 1793. Pour les communes de moins de 10 000 habitants, une enquête de recensement portant sur toute la population est réalisée tous les cinq ans, les populations de référence des années intermédiaires étant quant à elles estimées par interpolation ou extrapolation. Pour la commune, le premier recensement exhaustif entrant dans le cadre du nouveau dispositif a été réalisé en 2004.

En 2022, la commune comptait 44 habitants, en évolution de −22,81 % par rapport à 2016 (Charente : −0,48 %, France hors Mayotte : +2,11 %).
| 1793 | 1800 | 1806 | 1821 | 1831 | 1841 | 1846 | 1851 | 1856 |
| ---- | ---- | ---- | ---- | ---- | ---- | ---- | ---- | ---- |
| 118  | 118  | 133  | 140  | 133  | 123  | 132  | 121  | 150  |

| 1861 | 1866 | 1872 | 1876 | 1881 | 1886 | 1891 | 1896 | 1901 |
| ---- | ---- | ---- | ---- | ---- | ---- | ---- | ---- | ---- |
| 144  | 144  | 133  | 135  | 144  | 135  | 149  | 140  | 123  |

| 1906 | 1911 | 1921 | 1926 | 1931 | 1936 | 1946 | 1954 | 1962 |
| ---- | ---- | ---- | ---- | ---- | ---- | ---- | ---- | ---- |
| 143  | 124  | 109  | 97   | 88   | 115  | 93   | 92   | 82   |

| 1968 | 1975 | 1982 | 1990 | 1999 | 2004 | 2006 | 2009 | 2014 |
| ---- | ---- | ---- | ---- | ---- | ---- | ---- | ---- | ---- |
| 76   | 73   | 71   | 75   | 67   | 57   | 57   | 54   | 56   |

| 2019 | 2022 | - | - | - | - | - | - | - |
| ---- | ---- | - | - | - | - | - | - | - |
| 46   | 44   | - | - | - | - | - | - | - |

### Pyramide des âges
La population de la commune est relativement âgée.
En 2018, le taux de personnes d'un âge inférieur à 30 ans s'élève à 17,4 %, soit en dessous de la moyenne départementale (30,2 %). À l'inverse, le taux de personnes d'âge supérieur à 60 ans est de 45,7 % la même année, alors qu'il est de 32,3 % au niveau départemental.
En 2018, la commune comptait 28 hommes pour 22 femmes, soit un taux de 56 % d'hommes, largement supérieur au taux départemental (48,41 %).
Les pyramides des âges de la commune et du département s'établissent comme suit.
| Hommes | Classe d’âge | Femmes |
| ------ | ------------ | ------ |
| 0,0    | 90 ou +      | 0,0    |
| 26,9   | 75-89 ans    | 25,0   |
| 19,2   | 60-74 ans    | 20,0   |
| 23,1   | 45-59 ans    | 35,0   |
| 7,7    | 30-44 ans    | 10,0   |
| 11,5   | 15-29 ans    | 5,0    |
| 11,5   | 0-14 ans     | 5,0    |

| Hommes | Classe d’âge | Femmes |
| ------ | ------------ | ------ |
| 1      | 90 ou +      | 2,7    |
| 9,2    | 75-89 ans    | 12     |
| 20,6   | 60-74 ans    | 21,3   |
| 20,7   | 45-59 ans    | 20,3   |
| 16,8   | 30-44 ans    | 16     |
| 15,6   | 15-29 ans    | 13,4   |
| 16,1   | 0-14 ans     | 14,3   |

## Économie
La minoterie du Grand Moulin, appartenant à M. Paillot, une des rares encore en activité en Charente, appartenait à cette même famille au tout début du XXe siècle.

## Lieux et monuments

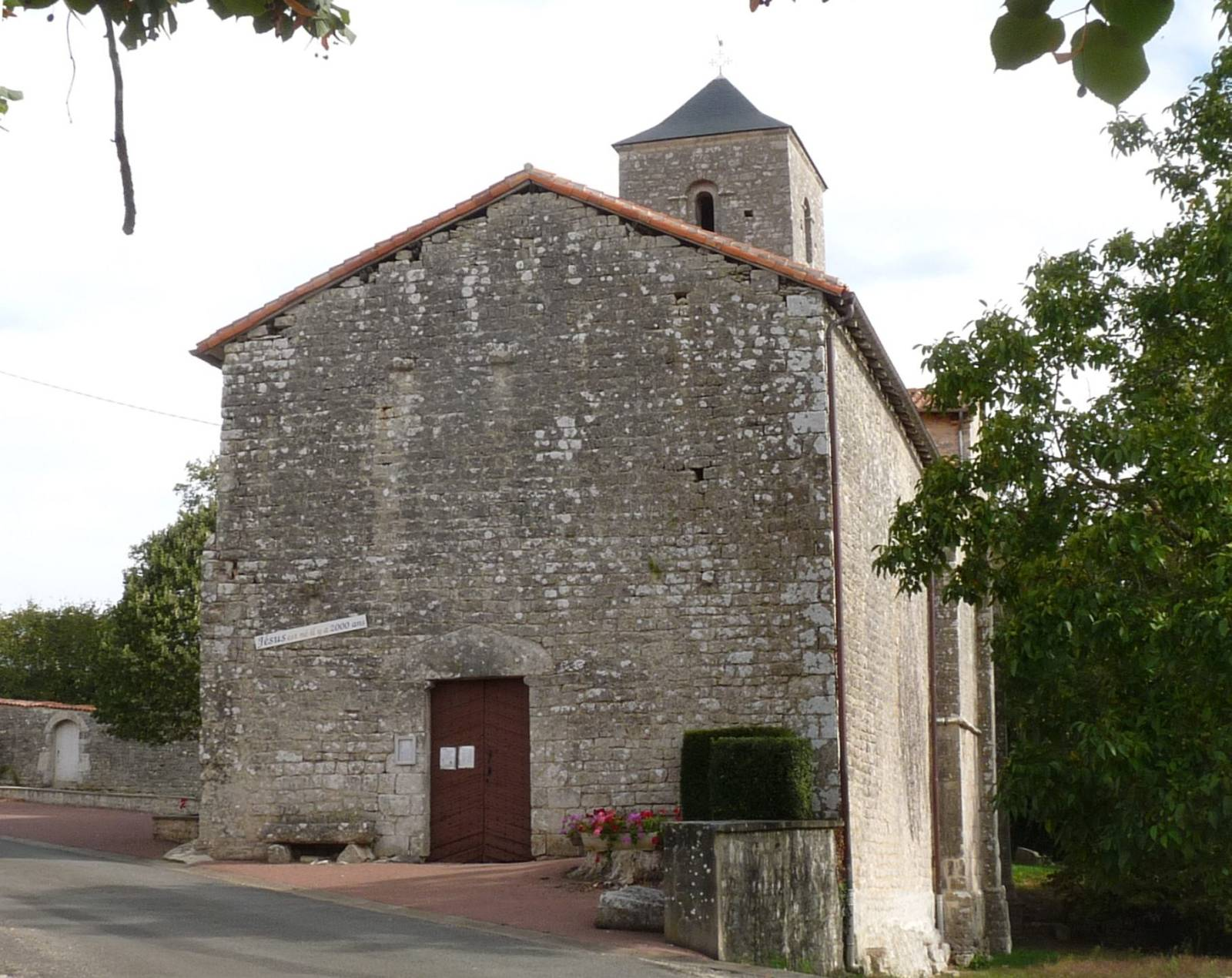
La façade de l'église.

- L'église paroissiale Saint-Georges date probablement du XIIe siècle.  Elle est inscrite aux monuments historiques depuis 1949[31]. Sa cloche en bronze, datant de 1534, est gravée « SANCTE ANTHONI, INTERCEDE PRO NOBIS. L'AN MIL V XXXIIII. MAISTRE JEHAN BABIN P.ANTHOUNE VERRIER. ANTHOUNETTE PINOT. PIERRE BERNUCHOT ». Elle est classée monument historique au titre objet depuis 1943[32].
- Le dolmen de Pierrefite a livré de la métallurgie chalcolithique[réf. nécessaire].